# Néstor Martínez
Néstor Fernando Martínez Norales (Puerto Barrios, 13 marzo 1981) è un calciatore guatemalteco, difensore del Sanarate.

## Caratteristiche tecniche
È un difensore centrale.

## Carriera

### Club
Dopo aver giocato al Comunicaciones, nel 2006 si trasferisce al Deportivo Marquense. Nel 2009 passa al Deportivo Petapa. Nel 2011 viene acquistato dall'Aurora. Nel gennaio 2012 si trasferisce all'Heredia. Nell'estate 2012 passa alla Juventud Escuintleca. Nel 2013 viene acquistato dal Mictlán. Nell'estate 2014 si trasferisce al Cobán Imperial. Nel gennaio 2015 si accasa all'Iztapa. Nel 2016 viene acquistato dal Sanarate.

### Nazionale
Ha debuttato in Nazionale nel 2002. Ha partecipato, con la Nazionale, alla Gold Cup 2003, alla Gold Cup 2005 e alla Gold Cup 2007. Ha collezionato in totale, con la maglia della Nazionale, 52 presenze.